# Sumrak bogova (strip)
Sumrak bogova je epizoda Dilan Doga objavljena u Srbiji premijerno u svesci #181 u izdanju Veselog četvrtka. Na kioscima se pojavila 23. decembra 2021. Koštala je 270 din (2,3 €; 2,7 $). Imala je 94 strane.

## Originalna epizoda
Originalna epizoda pod nazivom La caduta degli dei objavljena je premijerno u #389 regularne edicije Dilana Doga u Italiji u izdanju Bonelija. Izašla je 28. februara 2019. Naslovnu stranicu je nacrtao Điđi Kavenađo. Scenario je napisala Baraldi Barbara, a nacrtalo Kazertano Đanpjero. Koštala je 4,4 €.

## Kratak sadržaj
Prolog 1. Grupa naoružanih ludaka obučena u praistorijsku odeću ubija ljude zatečene u podzemnoj železnici. Druga grupa spasioca Ubice noćnih mora (svi obučeni kao Dilan Dog) stižu da spasu nedužne građane. Prolog odslikava pred-apokaliptično ludilo.
Prolog 2. Dilan učestvuje u TV emisiji zajedno sa profesorkom Odri Primrouz, koja smatra da udar meteora nije neizbežan i da čovečanstvo uvek ima izbor. (Napisala je dve knjige pod nazivom Why Not to Fear Unknown i The Good Choice. Kritikuje Dilana što veruje da je udar neizbežan i što potpaljuje strah kod ljudi.
Sledećeg dana kod Dilana dolazi asistent prof. Primrouz i obaveštava ga da je profesorka nestala. Traži od Dilana da je pronađe. Dilan odlazi na mesto gde je Primrouz poslednji put viđena i tamo zatiče pripadnike En-Limited Society, duhovne i ekološke sekte koja je smeštena u ogromnom stambenom kompleksu blizu mesta gde je nestala prof. Primrouz.
Dilana puštaju na posed na kome vlada oblik komunističke zajednice u kojoj se nalaze stručnjaci u svojim profesijama (informatičari, arhitekte, astrofizičari, električari, poljoprivrednici itd). Svako radi koliko može i uzima sve što je potrebno. Dilan, međutim, uskoro otrkiva da je ovo privid i da su svi stanovnici zajednice zapravo stavljeni na test na kome moraju da se odreknu humanih načela. (Recimo, lekar je stavljen u situaciju u kojoj mora da ubije pacijenta umesto da mu pomogne.) Razlog za ovakvo ponašanje vođa zajednice (koji ostale članove drže u zatočeništvu) jeste u tome što veruju da je čovečanstvo doseglo Omega tačku, tj. kraj vremena, te da će zbog toga meteor uništiti zemlju. Ova tačka nastaje kada ljudi postanu homo-noetikusi, poslednja faza u razvoju čoveka u kojoj čovek ima potpuno samosvest. Vođe zajednice kroz testove žele da homo-noetikusi de-evoluiraju. Ovo bi po njihovom uverenju sprečilo udar meteora u Zemlju i njeno uništenje.

## Naučne i teorijske osnove rada sekte En Limited Society
Sekta En-Limited Society utemeljena je na učenju Pierre Teilhard de Chardina, francuskog jezuite, naučnika i teologa. On je sa Vladimirom Vernedaskijem (rusko-ukrajinski biogehemičar, objavio knjigu Biosfera 1926. godine), definisao je koncept noosfere (sfere razuma), koji predstavlja poslednji stadijum integrisanog čovečanstva. Pripadnici sekte veruju da je broj ljudi koji pripadaju ovoj sferi na Zemlji već veliki, te da je razlog što se meteor kreće ka Zemlji njihovo postojanje. Da bi se spasli od meteora, ELS dovodi ove pojedince u situaciju da „devoluiraju“, tj. da učine stvari koje su radikalno suprotne njihovim humanim ciljevima.

## Odbrojavanje do udara meteora
Od #178 počelo je zvanično veliko finale i odbrojavane (na naslovnim stranama) do udara meteora u Zemlju. Ovo odbrojavanje traje do #399, tj. #400 originalne serije, tj. do #191-2 Veselog četvrtka. (Veseli četvrtak je već objavio #400 pod nazivom A danas apokalipsa u luksuznom izdanju 19.11.2020. na formatu A4.) Nakon ove epizode, serijal Dilan Doga je resetovan. (Ovo je već drugi Bonelijev junak koji je doživeo reset. Prvi je bio Mister No.)

## Prethodna i naredna epizoda
Prethodna sveska nosila je naslov Preživela (#180), a naredna Krv zemlje (#182).